# Vute (peuple)
Pour les articles homonymes, voir Vute.
Les Vute sont une population d'Afrique centrale, établie principalement dans les régions du Centre, de l'Adamaoua et de l'Est du Cameroun. Quelques communautés vivent également au Nigeria.

## Ethnonymie
Selon les sources et le contexte, on rencontre de multiples formes : 'Abotee, Abwetee, Babouté, Baboutés, Babute, Bambouté,  
Bouté, Bubure, Bule, Bute, Fouté, Luvure, Mbute, Mbutere, Nbule, Pute, Vouté, Voutéré, Vutes, Wouté, Wute, Wutere.

## Langue
Ils parlent le vute. Le nombre de locuteurs était estimé à 21 000, dont 20 000 au Cameroun (1997) et 1 000 au Nigeria (1973) .

## Religions
Un tiers des Vute sont musulmans. Les autres sont chrétiens ou attachés aux religions traditionnelles, mais celles-ci tendent à perdre du terrain.